# Wilcze Laski
Wilcze Laski (phát âm tiếng Ba Lan: [ˈviltʂɛ ˈlaskʲi]; trước đây là tiếng Đức: Wulfflatzke) là một ngôi làng thuộc khu hành chính của Gmina Szczecinek, thuộc huyện Szczecinecki, Zachodniopomorskie, ở phía tây bắc Ba Lan. Nó nằm khoảng 12 kilômét (7 mi)   về phía nam của Szczecinek và 143 km (89 mi) về phía đông của thủ đô khu vực Szczecin.
Trước năm 1945, khu vực này là một phần của Đức. Đối với lịch sử của khu vực, xem Lịch sử của Pomerania.
Ngôi làng có dân số 300 người.